# Celestron
Celestron – amerykańska firma produkująca sprzęt optyczny, znana głównie z wytwarzania amatorskich teleskopów astronomicznych. Najlepiej znanymi na świecie produktami firmy są mające stosunkowo dobrą opinię teleskopy zwierciadlane w systemie Schmidta-Cassegraina. Głównym konkurentem firmy Celestron w segmencie sprzętu astronomicznego na średnim pułapie cenowym jest również amerykańska firma Meade o zbliżonej pod względem typów produktów, jakości i ceny ofercie.
Marka Celestron została wykupiona przez Sky-Watchera.